# أندرو كرايغ
أندرو كرايغ (بالإنجليزية: Andrew Craig) هو فنان قتال مختلط أمريكي، ولد في 15 يناير 1986 في هيوستن في الولايات المتحدة.

## وصلات خارجية
- أندرو كرايغ على موقع يو إف سي (الإنجليزية)
- أندرو كرايغ على موقع شيردوغ (الإنجليزية)
- أندرو كرايغ على موقع Tapology.com (الإنجليزية)
- أندرو كرايغ على موقع إي إس بي إن (الإنجليزية)
- أندرو كرايغ على موقع IMDb (الإنجليزية)